# Chikrand
Chikrand è una suddivisione dell'India, classificata come census town, di 8.352 abitanti, situata nel distretto di Hooghly, nello stato federato del Bengala Occidentale. In base al numero di abitanti la città rientra nella classe V (da 5.000 a 9.999 persone).

## Geografia fisica
La città è situata a 22° 43' 09 N e 88° 16' 09 E.

## Società

### Evoluzione demografica
Al censimento del 2001 la popolazione di Chikrand assommava a 8.352 persone, delle quali 4.333 maschi e 4.019 femmine. I bambini di età inferiore o uguale ai sei anni assommavano a 978, dei quali 534 maschi e 444 femmine. Infine, coloro che erano in grado di saper almeno leggere e scrivere erano 5.801, dei quali 3.207 maschi e 2.594 femmine.